# Fagraea berteroana
Fagraea berteroana – gatunek niewielkiego, rozłożystego drzewa lub dużego krzewu z rodziny goryczkowatych. Rośnie na obszarach podzwrotnikowych, gdzie temperatury są większe niż 10 °C. Drzewo to ma kanciaste gałęzie, tępe liście i pachnące kwiaty o rurkowatej koronie, w kolorze od bieli do kremowego. Nazwa drzewa, po hawajsku, znaczy „kwiat dziesięciu centów”, ponieważ za tę cenę kiedyś go sprzedawano.

## Rozmieszczenie geograficzne
Gatunek występuje od Nowej Gwinei i północnej Australii na północy sięga do wysp Marianów, a na wschodzie do Markizów. Występuje w rozproszeniu na nizinach i w górskich lasach. Uprawiany jest m.in. na Hawajach.

## Morfologia

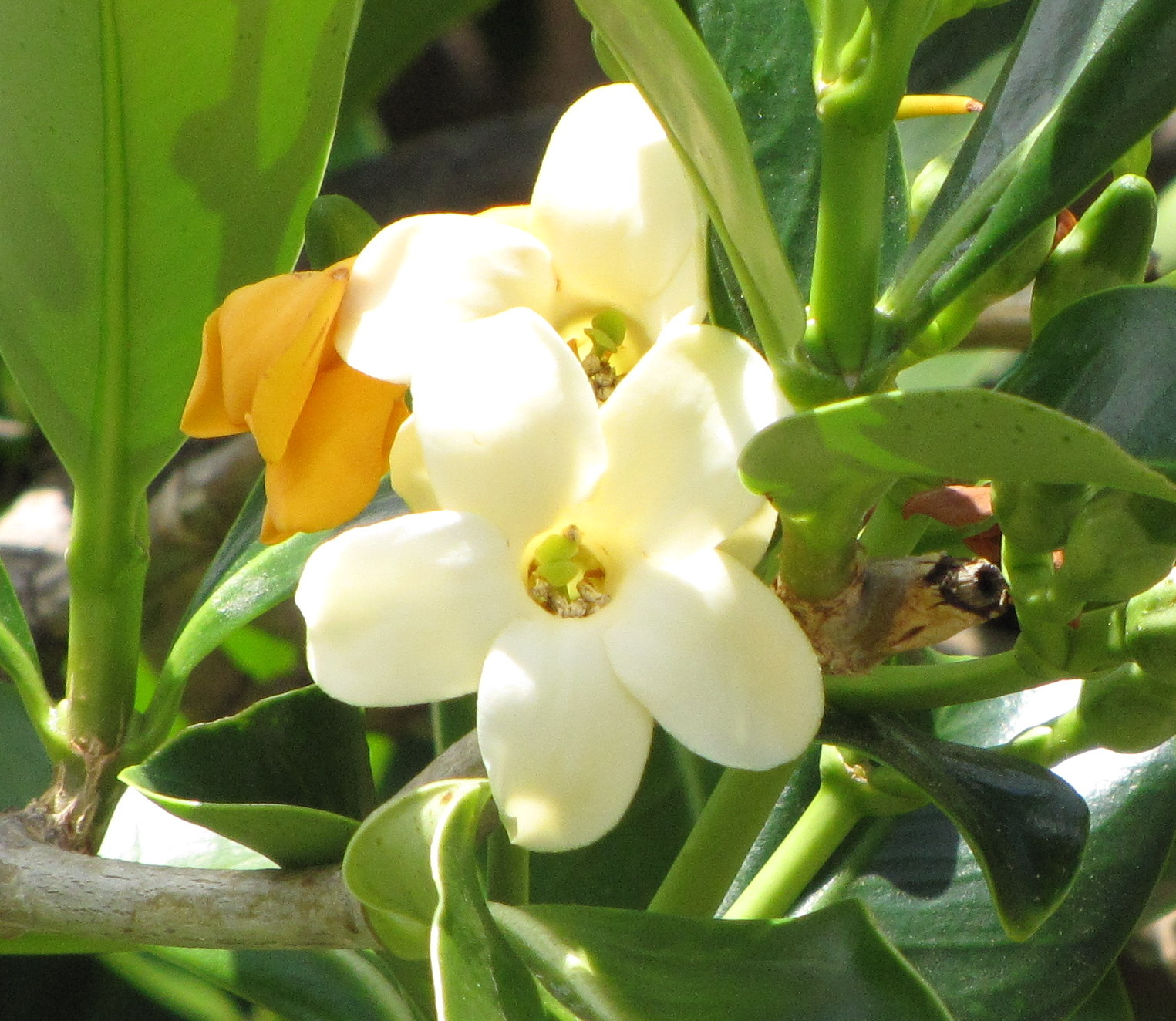
Kwiaty puakenikeni

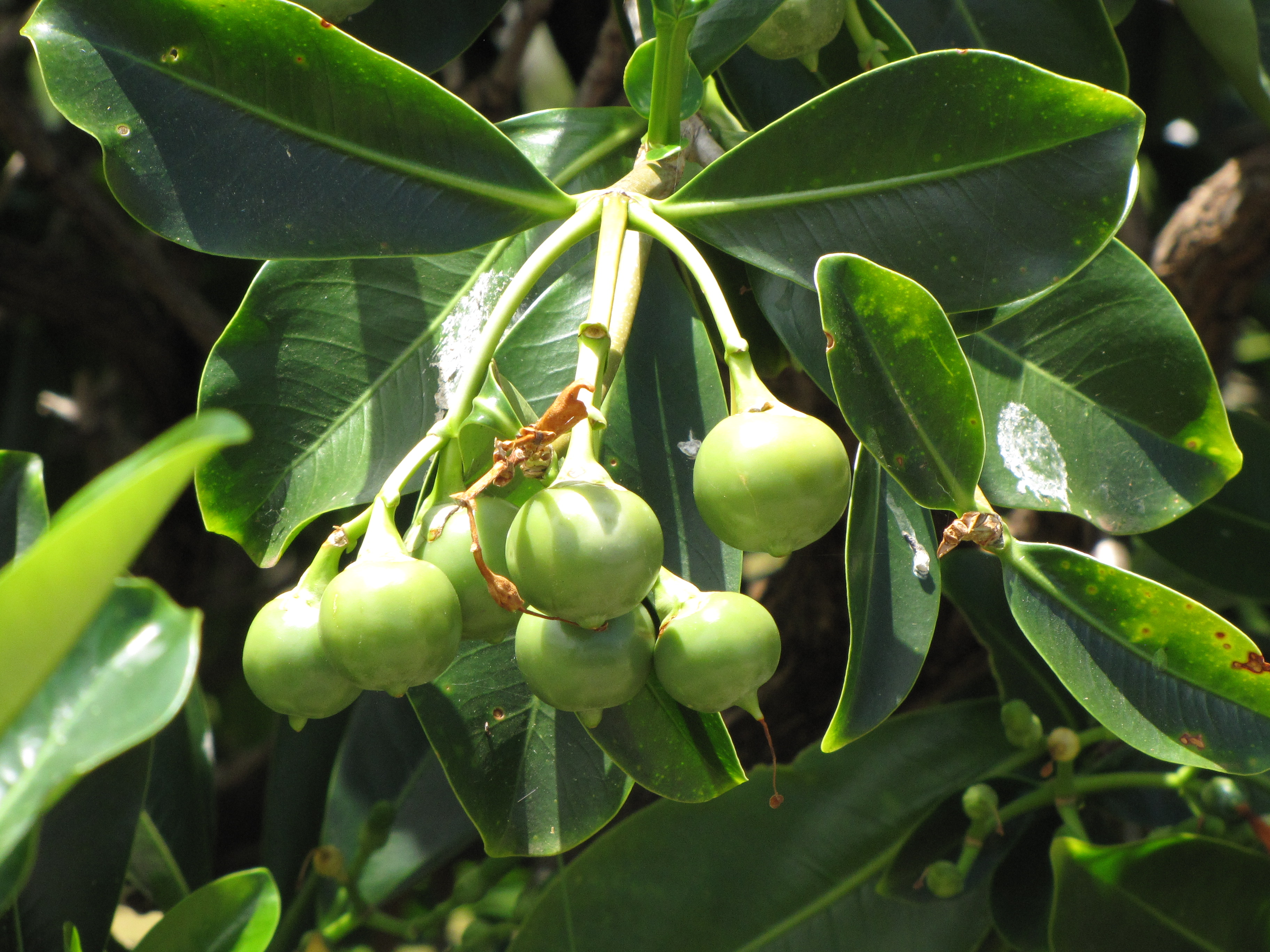
Niedojrzałe owoce puakenikeni

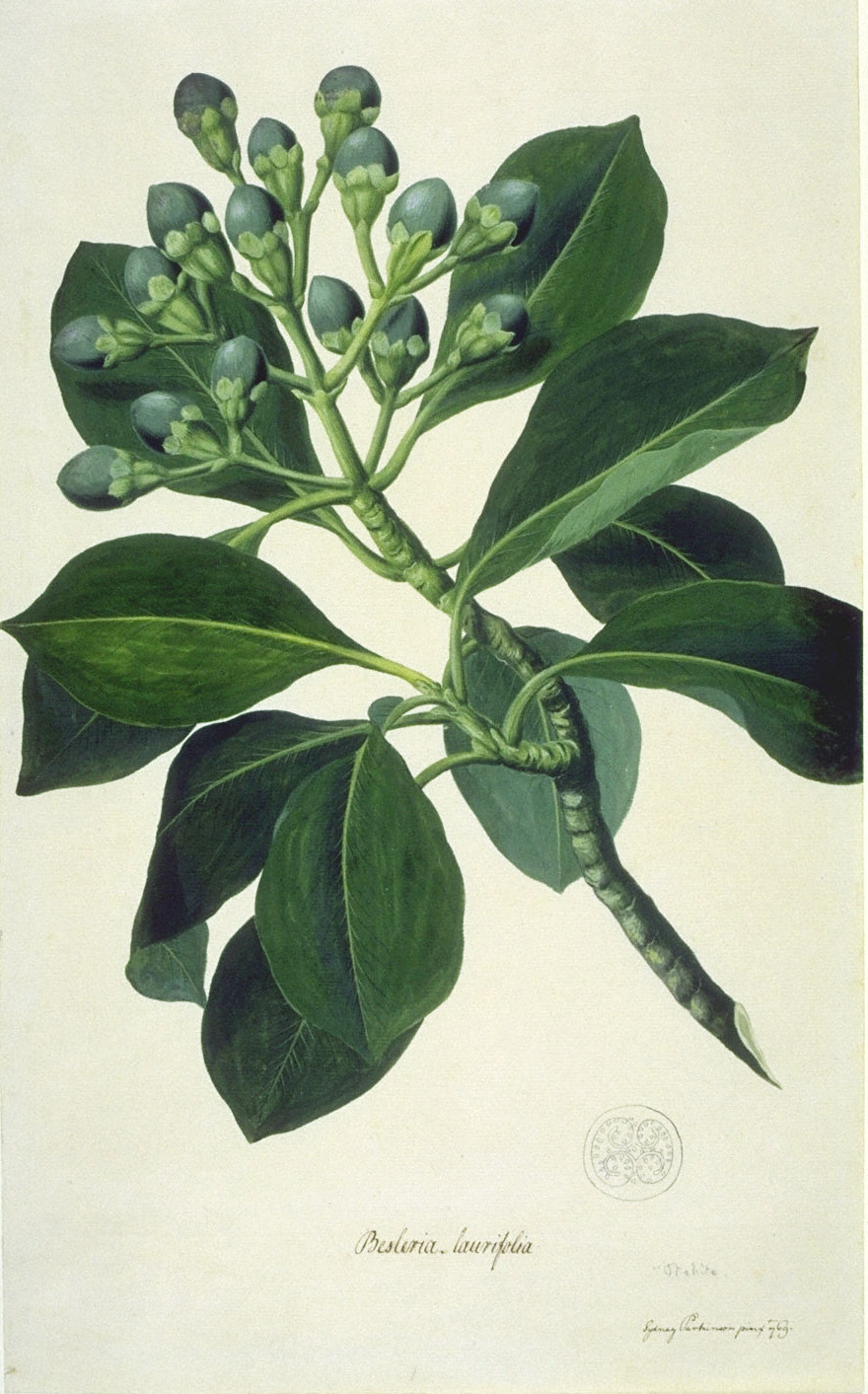
Akwarela Sydneya Parkinsona przedstawiająca Fagraea berteroana wykonana podczas pierwszego rejsu kapitana Jamesa Cooka przez Pacyfik (1768-1771)

## Morfologia[5]
PokrójNiewysokie drzewo osiągające do 15 m wysokości, często niższe, szczególnie kiedy rośnie na otwartej przestrzeni. Pień często wieloramienny przy podstawie, z rozłożystą koroną.
LiścieNaprzeciwległe i mięsiste, całobrzegie, eliptyczne, zwężone przy końcu, osiągają 8-22 cm długości, nerwacja liści niewyraźna, górna strona blaszki liściowej ciemniejsza. Ogonek ok. 1,5 cm długi.
KwiatyW jednym kwiatostanie występuje kilka kwiatów (najczęściej 9-25). Kwiatostany osiągają do kilkunastu cm długości; szypułki są do 1 cm długie. Korona kwiatów w kształcie trąbki, koloru białego lub żółtego przechodzącego niekiedy w blady pomarańczowy, rurki korony do 11 cm długie, zakończone pięcioma podłużnymi, skręconymi końcówkami płatków korony. Pięć pręcików, z długimi pylnikami na szczycie. Kwitnienie następuje w dowolnym momencie w ciągu roku, czasem ma charakter ciągły.
OwocePomarańczowe, elipsoidalne, mięsiste o długości ok. 3,5 cm. Mogą być zbierane przez cały rok.
NasionaWystępują w dużej licznie rozproszone w miąższu owocu. Są drobne, czarne, nieregularnego kształtu. Zjadane są przez ptaki.

## Biologia i ekologia
Fanerofit. Rośnie w klimacie podzwrotnikowym. Nie toleruje mrozu stąd nie rośnie lub uprawiany źle rośnie poza strefą subtropikalną. Występuje zarówno na terenach nizinnych, jak i wyżej, sięgając do nieco ponad 1000 m n.p.m. Gatunek tolerancyjny wobec wielkości opadów. Zbyt silne ocienienie lub niedostatek wody ogranicza rozwój. Wzrost jest powolny, choć w optymalnych warunkach może osiągać wartość do ok. 0,5 m rocznie.

## Zastosowanie
Współcześnie gatunek jest uprawiany głównie jako roślina ozdobna dla efektownych, pachnących kwiatów, rzadziej dla drewna. Kwiaty są noszone dla ozdoby pojedynczo nad uchem albo założone na szyję w formie pachnącego łańcucha. Wykorzystuje się je także do aromatyzowania oleju kokosowego. Drewno jest wykorzystywane w rzemiośle i budownictwie ogólnym. Jest surowcem dobrej jakości; wytrzymałe, jasne brązowe, drobnoziarniste. Było cenione jako materiał do produkcji rękojeści narzędzi, samych narzędzi, mebli, instrumentów perkusyjnych.  
Na Wyspach Salomona skórki owoców są używane jako pułapki na muchy.
Roślina leczniczaKora z tego drzewa na Fidżi jest używana w leczeniu astmy i cukrzycy. Na Wyspach Tonga kora używana jest w mieszankach z innymi ziołami podczas leczenia obrażeń wewnętrznych.
Znaczenie w wierzeniachDrzewo jest uważane za święte na Wyspach Cooka. Na Tahiti było poświęcone bogu Tane, którego wyobrażenia zawsze wykonane były z drewna Fagraea berteroana.

## Uprawa
Gatunek sadzony w celach ozdobnych, często jako soliter w kompozycjach krajobrazowych. 
RozmnażanieSkuteczne jest rozmnażanie z nasion, ale wzrost tak uzyskanych roślin trwa długo i trzeba czekać 5–7 lat na pierwsze kwitnienie. Sadzonki bywają też pozyskiwane ze stanowisk naturalnych. W warunkach komercyjnych rośliny rozmnażane są wegetatywnie poprzez odkłady powietrzne. Pozyskane w ten sposób sadzonki, po odcięciu od rośliny matecznej w pierwszym roku sadzi się do pojemników i dopiero później na wolną przestrzeń. Gatunek ten może być też uprawiany jako roślina doniczkowa, przy czym wielkość pojemnika powinna wynosić minimum ok. 20 litrów.
WymaganiaPreferuje stanowiska nasłonecznione, a podłoże wilgotne lub świeże, choć toleruje też susze. Jednak niedostatek wody, podobnie jak nadmierne zacienienie wstrzymują rozwój.

## Nazewnictwo
W obrębie zasięgu gatunek jest nazywany następująco:
- ksid – Palau
- mbua, mbua ndina, mbua ni Viti, mbua ni veikua, kandisa – Fidżi
- peengas, seewur peengas – Chuuk
- pua – Tonga,  Wyspy Hoorn,  ‘Uvea,  Niue,  Cooks,  Tahiti, Australs, Rapa, Marquesas
- pua Tonga – Tonga
- pua kenikeni – Hawaje
- pualulu – Samoa
- pwur, seir pwur – Pohnpei